# Företagsminnen
Företagsminnen (ISSN 1101-7473) / Företagshistoria är en tidskrift om svensk näringslivshistoria. Den utges av Centrum för Näringslivshistoria och utkommer för tillfället med fyra nummer per år.  
Tidskriften Företagsminnen skapades 1997, men tog över namnet från en tidigare existerande årsbok. Medverkande i Företagsminnen är företagshistoriker och arkivarier, representanter för högskolor och universitet samt journalister och skribenter. I Företagsminnen ryms bland annat historiska fotografier och reklamskyltar, populärvetenskapliga artiklar, kåserier om det förflutna, presentationer av akademiska avhandlingar, recensioner, källmaterial i faksimil och debatt.
Tidskriften ändrade 2014 namn till Företagshistoria och bytte då även issn-nummer. Innehållet, vinjetter, skribenter etc. är i huvudsak desamma.

## Chef-/huvudredaktörer
- Sara Johansson 2014-
- Per Dahl 2012-2013
- Edward Blom 2003-2012
- Pontus Staunstrup och Alexander Husebye 1998-2003
- Göran von Knorring 1997